# 焙烙
焙烙（ほうらく/ほうろく）は、素焼きの土鍋の一種。炮烙・炮碌とも書き、炒鍋（いりなべ）とも言う。関東などでは「ほうろく」という。

## 概要
低温で焼かれた素焼きの土器で、形は底が平たく縁が低い。茶葉、塩、米、豆、銀杏などを炒ったり蒸したりするのに用いる。このような料理は「焙烙蒸し」「焙烙焼き」とよばれるときもある。また、宝楽焼の鍋としても用いられる。ゴマを煎る時などに使われる、口縁部が窄まり把手の付いたものは「手焙烙」と呼ばれる。

## その他
- 最初の焼き芋は、1793年（寛政5年）、江戸本郷で焙烙で蒸されて売られた。
- 茶器としても用いられ、河内国埴田（はんだ：大阪府羽曳野市埴生野）のものは「埴田炮烙（灼熔）」として愛好されたという[2]。炭手前のとき、炉または風炉の灰を入れて炭杓子の付属品を入れて持出でる。
- かつて戦国時代、瀬戸内海を中心として勢力を誇った村上水軍は焙烙に火薬を詰めた「焙烙玉」を武器として無類の強さを発揮した。